# (467015) 2016 CC143
(467015) 2016 CC143 es un asteroide perteneciente al cinturón de asteroides, descubierto el 7 de abril de 2005 por el equipo Spacewatch desde el Observatorio Nacional de Kitt Peak (Arizona, Estados Unidos).